# Caso Marset
El caso Marset fue un escándalo político originado por la entrega de un pasaporte uruguayo al narcotraficante Sebastián Marset en 2021. Conllevó a la renuncia del ministro de Exteriores Francisco Bustillo, el ministro del Interior Luis Alberto Heber, el subsecretario del Interior, Guillermo Maciel y el asesor político Roberto Lafluf, previa renuncia de la vicecanciller Carolina Ache en 2022. El caso suscitó investigaciones policiales tanto en Uruguay, como en Paraguay, Bolivia y Brasil, incluyendo a la DEA, la Europol y la Interpol. Marset fue también señalado por autoridades paraguayas por su presunto involucramiento en el asesinato del fiscal paraguayo Marcelo Pecci, sucedido en 2022.
En septiembre de 2024, la Fiscalía de Delitos Económicos y Complejos de Uruguay archivó la causa de la entrega del documento por no encontrar conductas posibles de ser calificadas como delito, debido a que de acuerdo a la normativa vigente en ese entonces, Sebastián Marset tenía derecho a la tramitación y expedición de un pasaporte.

## Contexto
Sebastián Marset es jefe del Primer Cartel Uruguayo y ha estado vinculado con el narcotráfico desde 2012, cuando traficó un cargamento de cientos de kilos de marihuana de Juan Domingo Viveros Cartes, tío de Horacio Cartes, expresidente de Paraguay y actual presidente del Partido Colorado. Ambos fueron presos por esto; Marset estuvo preso cinco años en Uruguay, hasta 2018.
Ese mismo año Marset estuvo detenido de nuevo por dos meses por la investigación de un asesinato, presuntamente vinculado con una deuda relacionada con drogas, tras lo cual fue liberado, después de que no se presentaran cargos. Se notificó en noviembre de 2023 que la declaración de Marset de 2018, estimada de una hora de duración, había desaparecido de los registros oficiales; según La Diaria «en ella el narcotraficante también se refirió a otras dos personas vinculadas a la víctima, que finalmente fueron asesinadas en marzo de 2019 en Tres Ombúes».
Marset mantuvo lazos con el clan Insfrán en Paraguay, el Primeiro Comando da Capital en Brasil y ‘Ndrangheta en Italia, asociados con narcotráfico y lavado de dinero. Las autoridades de Uruguay, Paraguay y Bolivia afirman que estableció una organización criminal en sus países para exportar cocaína a Europa.
Sebastián Marset estuvo escondido en Asunción, Paraguay, donde tuvo varias facetas como futbolista, productor de eventos, empresario y músico. Como futbolista jugó como profesional en el equipo de fútbol Capiatá. Según El Observador, Marset le pagó 10.000 dólares a su compañero Julio Irrazábal para que este le cediera la camiseta número 10.
Después de esto, Marset viajó a Emiratos Árabes Unidos en 2021.

## Historia
En 2011 Lorena Martins, hija de un poderoso narcotraficante se presentó ante la justicia argentina para denunciar a su padre. Investigaciones posteriores revelaron que parte del dinero para la campaña a la reelección de Mauricio Macri como jefe de Gobierno de la Ciudad de Buenos Aires había proveído del narcotráfico y redes de trata de personas. Entre ellos, Raúl Martins, socio de Marset, que regenteaba prostíbulos en México. Ese mismo año Marset viajó desde Punta del Este hasta Buenos Aires convirtiéndose también en financista de la campaña de Mauricio Macri a través de siete sociedades anónimas radicadas es Bahamas. Marset había mantenido negocios con Macri a través de una sociedad deportiva en 1997 cuando presidió el club Boca Juniors junto a Gustavo Arribas, nombrado más tarde jefe de Inteligencia del gobierno de Macri. La sociedad estaba dedicada a pases internacionales de jugadores a México como pantalla para lavar dinero proveniente del tráfico de drogas. Tras reportes sospechosos de la UIF Marset abandonó la ciudad de Buenos Aires rumbo a Paraguay a fines de 2011.
Tras su pedido de detención en 2012 se fugó a Paraguay, radicándose en Asunción. Había fichado para Capiatá, tras ser declarado prófugo y apareció en los registros de Interpol junto a su pareja, Gianina García, madre de sus tres hijos. Durante esta utilizó una vasta flota de vehículos, entre estos, una camioneta blindada Toyota Land Cruiser que estaba a nombre de la empresa Tapyracuái, propiedad del clan Insfrán, sometido a proceso en Paraguay por el caso A Ultranza Py, la mayor operación contra el narcotráfico y lavado de activos de la historia en ese país.

### Detención en EAU, otorgamiento de pasaporte y primera fuga de Marset
Marset fue detenido e impedido de salir en Emiratos Árabes Unidos durante 2021 por tratar de entrar a Turquía con un pasaporte paraguayo falso.
Para evitar ser deportado, contactó al abogado Alejandro Balbi para hacer las tramitaciones necesarias y solicitaron un pasaporte a la cancillería uruguaya. El embajador de Uruguay en Emiratos Árabes Unidos, Álvaro Ceriani solicitó instrucciones dos veces a la Cancillería, informando la particularidad del caso y solicitando instrucciones, sugiriendo a las autoridades que tomaran más tiempo para analizar el caso antes de emitir el pasaporte debido a la detención de Marset por falsificación de documentos paraguayos.
Desde el Ministerio del Interior le dijeron al abogado de Marset que como Marset no tenía causas criminales pendientes desde noviembre de 2020 ni requisitorias, estaba legalmente habilitado para recibir el pasaporte. Sin embargo, no advirtieron que la Brigada Antidrogas estaba cooperando con el Ministerio de Interior en una investigación internacional en la que Marset era uno de los investigados. Alberto Lacoste, subdirector de Identificación Civil intentó acelerar la emisión del pasaporte a petición del abogado Balbi. La Cancillería aprobó la solicitud y Marset obtuvo su pasaporte el 30 de noviembre de 2021. Marset usó una carta del gobierno para obtener su libertad en Emiratos Árabes Unidos y se fugó usando el pasaporte, antes de que llegara una requisitoria internacional. Tras la revelación de estos hechos, estalló un escándalo político en Uruguay.
En 2021, después del estallido del escándalo se alegó desde el Ministerio del Interior que en el momento en el cual se le entregó el pasaporte no había vigente una obligación de revisar los antecedentes penales internacionales del requirente, debido a que tal requisito había sido derogado por el decreto 129/014 emitido por el gobierno de José Mujica en 2014. Esto le permitió obtener el pasaporte al narco uruguayo, que le fue tramitado y entregado por su abogado.
En marzo de 2022 la Interpol emitió una orden de captura para Marset.

### Asesinato del fiscal Pecci y señalamiento de Marset
El fiscal paraguayo contra el crimen organizado, narcotráfico, lavado de dinero y financiamiento del terrorismo, Marcelo Pecci dirigió la Operación A Ultranza PY, donde fue afectada negativamente la red de narcotráfico de Marset en Paraguay.
El 10 de mayo de 2022 el fiscal Marcelo Pecci, fue asesinado por varios disparos de arma de fuego mientras estaba en su luna de miel en una playa de Barú, Colombia, por sicarios que arribaron en motos de agua. El 9 de agosto de ese año, el periódico El Tiempo de Colombia señaló a Marset como autor intelectual del asesinato del fiscal Pecci. Tres días después, el presidente colombiano Gustavo Petro lo señaló también como presunto autor del crimen. Marset negó estas acusaciones, así como cualquier vínculo con Pecci.
El asesinato del fiscal paraguayo que investigaba los lazos del narco con el gobierno del Partido Colorado, terminó involucrando al expresidente Horacio Cartes. Los acusó de ser los autores intelectuales del crimen. Tras la declaración, Marset huyó del Paraguay y su destino siguiente fue Bolivia.

### Estadía de Marset en Bolivia y segunda fuga
Después de escaparse de Emiratos Árabes Unidos, Marset se escondió en Santa Cruz de la Sierra, Bolivia, donde participó como jugador de fútbol profesional con el equipo Los Leones El Torno, inscrito con un documento brasileño, apareciendo en numerosos partidos televisados. Estuvo en Bolivia hasta julio de 2023, cuando se le escapó a la policía boliviana tras ser alertado por un contacto suyo en la Policía. Le fueron incautados 400.000 dólares, 17 fusiles, una pistola, 1.915 municiones, 28 cargadores de distintas armas, cuatro chalecos antibalas y un parque automotor compuesto por 31 vehículos, una motocicleta, cuatro cuatriciclos y un vehículo deportivo Terix. La Policía Nacional de Bolivia destinó casi tres mil efectivos policiales a la búsqueda del narcotraficante, hasta hoy infructuosa. 12 personas fueron detenidas en Bolivia tras la fuga de Marset, entre esas, Sebastián Peña, el presidente del club Blooming.
Según el periodista boliviano Wilson García Mérida, a pesar del despliegue policial en las principales ciudades de Bolivia, el 5 de agosto de 2023 Marset logró cruzar la desguarnecida frontera entre Bolivia y Brasil gracias a una logística dispuesta por el Primeiro Comando Capital (PCC), organización brasileña, que habría abierto un corredor fronterizo para evacuarlo a través de la localidad de Puerto Suárez.
En enero de 2024 el gobierno de Arce declaró que había desarticulado la red de narcotráfico de Marset, afectando presuntamente su patrimonio en más de 30 millones de dólares.

### Arrestos en Uruguay, Bolivia, Paraguay, Brasil y España
Sebastián Alberti Rossi, cuñado de Marset y prófugo de la justicia de Uruguay desde 2021, se entregó el 26 de octubre de 2023, siendo arrestado. Marset aseguró en una entrevista que su cuñado no tenía nada que ver en sus negocios.
El 16 de noviembre de 2023 la Policía Nacional de Bolivia detuvo Johan Guzmán Parada, piloto de Marset. Ese mismo día el pastor José Insfrán, quien había sido candidato a gobernador de Canindeyú por Partido Colorado, se entregó a las autoridades paraguayas, salpicado por el caso Marset.
El 30 de noviembre de 2023 la Fiscalía de Paraguay allanó la sede de Interpol Paraguay y arrestaron a tres policías de la Interpol en Paraguay por sospechas de proteger a Marset, así como levantar las órdenes de captura de la esposa y el cuñado del narcotraficante dentro de la Interpol.
El 27 de diciembre de 2023 fue arrestado en Foz do Iguaçu, Brasil, Diego Nicolás Marset, hermano de Marset, por la policía federal. Este cuenta con orden de captura y extradición de Uruguay y Paraguay.
El 17 de julio de 2024 la esposa de Marset, Gianina García Troche, fue detenida en Madrid, proveniente de Dubái, debido a su requerimiento por la justicia de Paraguay.

## Investigaciones oficiales

### Uruguay

#### Fiscalía
El fiscal de Delitos Económicos, Alejandro Machado, anunció que interpelaría a los ministros del Interior y de Relaciones Exteriores, Luis Heber y Francisco Bustillo. La interpelación quedó programada para el 22 de agosto de 2022. Ese día Bustillo declaró: «En noviembre (de 2021), ¿quién de todos nosotros sabía quién era Marset?».
La exvicecanciller Carolina Ache declaró en noviembre de 2023 ante la Fiscalía que cuando el viceministro Maciel le contó de lo peligroso que era el narcotraficante, ella le notificó a la Dirección de Asuntos Consulares de la Cancillería, que dependía de Bustillo. En noviembre de 2022 Lafluf les había pedido a Maciel y a ella borrar el chat de WhatsApp. Según Ache, les aseguró que «era solicitud del presidente» Luis Lacalle Pou, y ambos accedieron a la petición. Declaró también que Lafluf pidió que se redactara un acta con escribano dejando constancia de que ella no había hablado con Maciel sobre Marset, asunto con el cual ella no estuvo de acuerdo. Ache aseguró públicamente que ella no tuvo ninguna participación en la entrega del pasaporte a Marset, pues su renuncia había sido «por no haber estado dispuesta a ocultarle comunicaciones a la Justicia y por haberme negado a cometer un delito» después de que Bustillo le expresara la petición de perder su celular.
El 7 de noviembre la Fiscalía anunció que investigaría la información declarada por Carolina Ache relativa a Marset, y que el fiscal Alejandro Machado asumirá la nueva indagatoria de «hechos de apariencia delictiva». La Fiscalía está preparando una citación para el presidente Luis Lacalle Pou.
La Oficina de Depuración, Priorización y Asignación le sumó al fiscal Alejandro Machado la investigación de las denuncias de Carolina Ache, por lo que pidió refuerzos. En 2024 se dio a conocer que el fiscal Juan Gómez le había asignado a la Fiscalía de Delitos Económicos, que investiga actualmente a Marset, una nueva persona, pero paralelo a esto trasladó a una fiscala del mismo equipo a otro, lo que ralentiza el proceso.
El 2 de septiembre de 2024, el fiscal Alejandro Machado archivó la causa que indagaba las presuntas irregularidades en la entrega del pasaporte, porque de los hechos no surgieron "conductas merecedoras de reproche penal". En el dictamen de la Fiscalía de Delitos Económicos y Complejos se señaló que, de acuerdo a la normativa vigente en ese entonces, Marset tenía derecho a la tramitación y expedición de un pasaporte por cumplir con los requisitos establecidos.

#### Cancillería
La Cancillería, por su parte, realizó una investigación interna, en la cual participó Carolina Ache, emitiendo un acta que el asesor de comunicación de la Presidencia, Roberto Lafluf, habría destruido, según su testimonio.

### Bolivia
Las autoridades bolivianas retuvieron el 8 de noviembre de 2022 al medio hermano de Marset, Diego Marset Alba, con tres documentos de identidad: uno uruguayo, uno paraguayo y otro brasileño, tratando de obtener un documento boliviano. Fue liberado poco después.
El 17 de noviembre de 2023 la Policía de Bolivia vinculó al ministro Ángel Barchini de Paraguay con Sebastián Marset, al presentar unos audios atribuidos a Barchini en 2021, donde le ofrecía ayuda al narcotraficante Marset, cuando Barchini era embajador de Paraguay en Emiratos Árabes. Un informe de la Unidad de Inteligencia Sensible de la Secretaría Nacional Antidrogas (SENAD) de Paraguay, publicado por un periodista y confirmado por la SENAD constaba conversaciones telefónicas intervenidas entre Marset y Miguel Ángel Insfrán con autorización judicial, en las que se menciona la colaboración de Barchini con respecto a Marset y Balbi. Barchini por su parte, negó la veracidad de los audios, así como sus supuestos lazos con Marset.
El 1 de diciembre de 2023 el Ministerio Público y la Policía allanaron el club de fútbol Blooming y citaron a cuatro administrativos de este para que declararan como testigos, en el marco de las investigaciones del caso Marset.

### Paraguay
El 26 de noviembre la fiscal Ruth Benítez anunció que «estamos investigando la probable existencia de hechos punibles que van desde sabotaje, alteración de datos y frustración de la persecución» y que 17 agentes de Interpol de Paraguay «son sospechosos de haber levantado el código rojo», por lo que fueron separados de sus cargos, después de que se borrara el nombre de Gianina García Troche, esposa de Marset, de la red de buscados. El 30 de noviembre de ese año la Fiscalía allanó la sede de Interpol Paraguay, arrestando a tres policías sospechosos. Este evento desató una «crisis de seguridad» en el país, según el periódico La Política Online.

### Brasil
El 27 de diciembre de 2023 fue arrestado Diego Nicolás Marset, hermano de Marset, en Foz do Iguaçu, Brasil, por la policía federal. Este cuenta con orden de captura y extradición de Uruguay y Paraguay. El ministro de Interior de Paraguay, Enrique Riera Escudero, declaró a la prensa que: «Es joven, no creemos que viva solo. Este grupo goza de apoyo político de todos los colores».

## Reacciones

### Uruguay

#### Gobierno de Luis Lacalle Pou

##### Despido del subdirector de Identificación Civil
Alberto Lacoste, subdirector de Identificación Civil, quien intentó acelerar la emisión del pasaporte a petición del abogado Balbi, fue despedido el 22 de agosto de 2022 por no informar de su reunión con él, sin embargo, Lacoste aseguró que avisó dos veces a sus superiores del encuentro con el abogado.

##### Decreto 129/014
El 31 de agosto de 2022 el gobierno emitió un nuevo decreto, que reglamentó la solicitud y expedición de pasaportes estableciendo como requisitos, como la presentación de un certificado de antecedentes judiciales tanto en Uruguay como en el país residente de donde se está solicitando el documento.

##### Renuncias durante 2022-2023
En diciembre de 2022 renunció la exvicecanciller Carolina Ache, tras divulgarse una conversación entre Ache y el viceministro Guillermo Maciel acerca de Marset, en el cual Maciel describía a Marset como «un narco muy peligroso y pesado» y donde este admitía que «sería terrible» saber que lo habían liberado de su detención en Emiratos Árabes Unidos.
El canciller Bustillo renunció a su cargo en noviembre de 2023, después de que se filtraran a la prensa unos audios suyos de un chat de WhatsApp con la exvicecanciller Ache, donde le pedía que «perdiera» su teléfono, donde había evidencia de la conversación entre Ache y el viceministro Guillermo Maciel acerca de Marset en la que hablaban de lo peligroso que era, lo que se ha alegado que contradice el testimonio de Bustillo en su interpelación del Senado. Bustillo aseguró que su petición de perder el celular era «figurativa» y no literal, que los audios estaban descontextualizados, y que cuando se emitió el pasaporte, Ache estaba al mando de la Cancillería, pues él estaba de viaje, desligándose de las acusaciones.
El 4 de noviembre de 2023 el presidente Lacalle Pou anunció en una conferencia de prensa que había aceptado la renuncia del ministro de Interior Luis Alberto Heber, del subsecretario Guillermo Maciel y de su asesor presidencial Roberto Lafluf.

#### Protestas
Integrantes de la central sindical PIT-CNT, la Federación de Estudiantes Universitarios Uruguay, la Federación Uruguaya de Cooperativas de Vivienda por Ayuda Mutua y la coalición política Frente Amplio, incluyendo a la intendenta de Montevideo, Carolina Cosse, protestaron el 13 de noviembre de 2023, acusando al gobierno de corrupción y declarando en un documento presentado que «nuestro país atraviesa una grave crisis política y un deterioro institucional por responsabilidad del gobierno».

### Bolivia
El expresidente Evo Morales acusó en agosto de 2023 al gobierno de Luis Arce de proteger a Sebastián Marset durante su estadía en Bolivia, acusación que el gobierno boliviano negó.
En enero de 2024 el gobierno de Arce declaró que había desarticulado la red de narcotráfico de Marset, afectando presuntamente su patrimonio en más de 30 millones de dólares.

### Paraguay
Después de que una periodista uruguaya viajara a Paraguay y luego tomara dos helicópteros hasta una residencia escondida en la selva donde se reunió con Marset, se instaló un debate en Paraguay sobre la vulnerabilidad del espacio aéreo nacional y el problema que representa para el país la escasa cobertura de los radares internos.